# جيف سينيور
جيف سينيور (بالإنجليزية: Geoff Senior)‏ هو فنان بريطاني، ولد في القرن العشرين.

## وصلات خارجية
- الموقع الرسمي